# Горська Автономна Радянська Соціалістична Республіка
Горська Автономна Радянська Соціалістична Республіка (ГАРСР) — республіка у складі РРФСР (20 січня 1921 — 7 листопада 1924) на території колишньої Терської і частини колишньої Кубанської областей Російської імперії.
Площа — понад 73 000 км², населення — близько 786 тис. осіб (1921). Столиця — Владикавказ.

## Адміністративний поділ
До складу Горської АРСР входили округи:
- Балкарський,
- Дигорський (1921–1922),
- Інгуський,
- Кабардинський,
- Карачаєвський,
- Осетинський,
- Сунженський,
- Чеченський.

## Історія
На терені ГАРСР до початку громадянської війни в Росії проголошувалися автономна Терська Радянська республіка (березень 1918), Північно-Кавказька Радянська Республіка (липень 1918) і небільшовицькі незалежні Республіка Горців Кавказу (листопад 1917), Північно-Кавказький Емірат (вересень 1919).
ГАРСР була проголошена на з'їзді народів Терської області 17 листопада 1920 у Владикавказі. Організована на підставі декрету ВЦВК ВІД 20 січня 1921. Установчий з'їзд Рад ГРСР, що відбувся 16 — 22 квітня 1921, обрав ЦВК ГАРСР.
1 вересня 1921 Кабардинський округ було відокремлено у Кабардинський автономний округ, в безпосередньому підпорядкуванні РРФСР.
12 січня 1922 Карачаївський округ було перетворено в Карачаєвський автономний округ.
16 січня 1922 Балкарський округ було перетворено в Балкарську автономну область.
30 листопада 1922 Чеченський округ було перетворено в Чеченську АО.
Постановою ВЦВК від 7 липня 1924, залишки теренів АРСР було розділено на Північно-Осетинську автономну область і Інгуську автономну область. Сунженський козацький округ та м. Владикавказ були безпосередньо підпорядковані ВЦВК до 17 жовтня 1924, коли було утворено Північно-Кавказький край і ці два терени було інтегровано до його складу.

## Псилання
- Административно-территориальное деление РСФСР [Архівовано 26 січня 2012 у Wayback Machine.]